# Yasuo Yamada
Yasuo Yamada (Japonés:山田 康雄;  Hepburn:Yamada Yasuo?), Tokio, 10 de septiembre de 1932 – 19 de marzo de 1995) fue un seiyū y actor japonés.
Abandonó la facultad de literatura de la Universidad de Waseda para actuar en radio y producciones televisivas. Participó en varias representaciones de obras de Hisashi Inoue. El papel protagónico que más reconocimiento le dio fue el de Lupin III que comenzó en 1971 y concluyó en 1995. Él también fue el doblador de voz en japonés para Clint Eastwood. 
El 19 de marzo de 1995 falleció de un derrame cerebral a la edad de 62 años. En los créditos finales de la película Lupin III: Farewell to Nostradamus; (la primera película de Lupin sin Yasuo),  se le rinde un homenaje: "A Yasuo Yamada, eterno Lupin III: ¡Gracias!" (Este mensaje fue removido del primer DVD en lengua inglesa publicado por Funimation). Cumpliendo con su última voluntad Kanichi Kurita le relevó como la voz de Lupin III.

## Filmografía

### Animación televisiva
- Big X (1964)
- Fantasmagórico (1967)
- Kamui El Ninja (1969) (Ikezu)
- Andersen Monogatari (1971) (Zukko)
- Lupin III (1971) (Lupin III)
- Capitán Centella (1972) (Akira Shinjo)
- Hoshi Ningún Ko Chobin (1974) (Usatan)
- Tekkaman: El Caballero Espacial(1975) (Andro Umeda)
- Las aventuras de Huckleberry Finn (1976) (Jim)
- Lupin III: parte II (1977) (Lupin III)
- Botchan (1980) (Uranari)
- Lupin III: parte III (1984) (Lupin III)
- Lupin III: Adiós dama Libertad (1989) (Lupin III)
- Lupin III: ¡el misterio de los papeles de Hemingway! (1990) (Lupin III)
- Lupin III: ¡Roba el diccionario de Napoleón! (1991) (Lupin III)
- Lupin III: de Rusia con amor (1992) (Lupin III)
- Lupin III: viaje al peligro (1993) (Lupin III)
- Lupin III: dragón de muerte (1994) (Lupin III)

### Animación teatral
- Panda! Go, Panda! (1972) (Omawari-san)
- Lupin III: el misterio de Mamo (1978) (Lupin III)
- Lupin III: el Castillo de Cagliostro (1979) (Lupin III)
- Dr. Slump aventura espacial(1982) (Dr. Mashirito)
- Lupin III: el oro de Babilonia (1985) (Lupin III)

### Doblaje
- - Muppets (Kermit la rana)

#### Acción en vivo
- Clint Eastwood

- - Rawhide (Rowdy Yates)
  - Por un puñado de dólares (Joe)
  - Las brujas (Esposo)
  - El bueno, el malo y el feo (Blondie)
  - Por unos dólares más (Manco)
  - Coogan's Bluff (Sheriff Walt Coogan)
  - Cuelga en lo alto (Mariscal del Diputado Jed Cooper)
  - Donde las águilas se atreven (Lt. Morris Schaffer)
  - Pinta tu carreta (Pardner)
  - Los héroes de Kelly (soldado Kelly)
  - Dos mulas para la hermana Sara (Hogan)
  - El seductor (soldado John 'McBee' Burney)
  - Harry el sucio (Harry Callahan)
  - Play Misty for Me (Dave Garver)
  - Joe Kidd (Joe Kidd)
  - High Plains Drifter (el extraño)
  - Fuerza Magnum (Harry Callahan)
  - Thunderbolt y Lightfoot (Thunderbolt)
  - The Eiger Sanction (Dr. Jonathan Hemlock)
  - Harry el ejecutor (Harry Callahan)
  - El fugitivo Josey Wales (Josey Gales)
  - Ruta suicida (Detective Ben Shockley)
  - Every Which Way but Loose (Philo Beddoe)
  - La fuga de Alcatraz (Frank Morris)
  - Any Which Way You Can (Philo Beddoe)
  - Bronco Billy (Bronco Billy)
  - Firefox (Mitchell Gant)
  - Sudden Impact (Harry Callahan)
  - City Heat (Lugarteniente Speer)
  - Tightrope (Wes Bloque)
  - El jinete pálido ("Predicador")
  - Heartbreak Ridge (Thomas Carretera)
  - The Dead Pool (Harry Callahan)
  - El cádillac rosa (Tommy Nowak)
  - The Rookie (Nick Pulovski)
  - Cazador blanco, corazón negro (John Wilson)
  - Unforgiven (William "" Munny)
  - En la línea de fuego (Agente Frank Horrigan)
  - Un Mundo Perfecto ( jefe Rojo Garnett)

- Jean-Paul Belmondo

- - Aquel hombre de Río (Adrien Dufourquet)
  - ¿Arde París? (Morandat/Pierrelot)
  - La sirena del Mississippi (Louis Mahé)
  - Borsalino (François Capella)

- Roddy McDowall

- - El planeta de los Simios (Cornelius)
  - Bajo el Planeta de los Simios (Cornelius)
  - Escape del Planeta de los Simios (Cornelius)

- Graham Chapman

- ¡Combate! (PFC Paul "Caje" LeMay)
- Fuerza 10 de Navarone (edición de Fuji TV de 1982) (Sargento de Personal John Miller)
- La Conexión francesa (Salvatore 'Sal' Boca)
- El regreso de los siete magníficos (Vin)
- Extraños en un tren (Bruno Anthony)

#### Animado
- Fievel va al Oeste (gato R. Waul)
- Los Aristogatos (Le Petit cocinero de cafetería)
- The Fox and the Hound (Dinky el gorrión)
- Pinocho (J. Worthington Foulfellow)
- 101 dálmatas (Horacio Badun)
- Winnie el oso y el árbol de miel (Winnie el oso)

### Doblaje
- Pinocchio's Daring Journey (J. Worthington Foulfellow)
- Star Tours (Obi-Wan Kenobi)
- Country Bear Jamboree (Gomer)